# Bătălia de la Fort Sumter
Bătălia de la Fort Sumter (12–13 aprilie 1861) a reprezentat bombardarea de către Confederație și capitularea Fortului Sumter de lângă Charleston, Carolina de Sud. A fost bătălia care a marcat începutul războiului civil american.